# Municipio de Handy
El municipio de Handy (en inglés: Handy Township) es un municipio ubicado en el condado de Livingston en el estado estadounidense de Míchigan. En el año 2010 tenía una población de 8006 habitantes y una densidad poblacional de 89,58 personas por km².

## Geografía
El municipio de Handy se encuentra ubicado en las coordenadas 42°37′55″N 84°5′14″O / 42.63194, -84.08722. Según la Oficina del Censo de los Estados Unidos, el municipio tiene una superficie total de 89.38 km², de la cual 88,95 km² corresponden a tierra firme y (0,48 %) 0,43 km² es agua.

## Demografía
Según el censo de 2010, había 8006 personas residiendo en el municipio de Handy. La densidad de población era de 89,58 hab./km². De los 8006 habitantes, el municipio de Handy estaba compuesto por el 96,94 % blancos, el 0,4 % eran afroamericanos, el 0,49 % eran amerindios, el 0,45 % eran asiáticos, el 0,35 % eran de otras razas y el 1,37 % eran de una mezcla de razas. Del total de la población el 2,2 % eran hispanos o latinos de cualquier raza.